# 주한 미군
주한 미군(駐韓 美軍, 영어: United States Forces Korea, USFK)은 현재 대한민국에 주둔하는 미군이다. 한미상호방위조약과 주한미군지위협정에 의해 대한민국 내에서 합법적 지위를 확보하고 있다. 주한 미군을 지휘통제하는 주한 미군사령부는 미국 인도-태평양 사령부예하 통합전투사령부이며, 주로 한미연합군사령부의 지휘를 받는다.
2016년 2월 19일에 주한 미해군 사령부가 서울특별시 용산구에서 부산광역시 부산 해군기지로 옮겼고, 대한민국 전역에 분포하는 50여 개 미군 부대의 90% 이상이 2018년 말까지 경기도 평택시 팽성읍에 위치한 미군의 세계 최대 해외기지 캠프 험프리스로 이전할 계획이다. 이에 따라 2017년 7월에 미국 제8군사령부가 이전하였고, 2018년 6월에 주한미군사령부가 이전하였다.

## 전시작전권 전환
주한미군이 행사하는 대한민국의 전시작전권은 2012년 4월 17일부터 대한민국 국군이 환수해 행사하기로 합의되었으나, 2010년 6월 27일 이명박 대통령과 미국 오바마 대통령이 2015년 12월로 연기하였고, 2014년 10월 23일 미국 워싱턴에서 열린 한미안보협의회(SCM)에서 대한민국과 미국 국방부 장관은 전작권 전환 시기를 정하지 않고 2020년대 중반에 전환 여부를 검토한다고 합의하여 사실상 무기한 연기되었다.
주일미군은 사령관이 중장인데 비해, 주한미군 사령관은 대장이다. 전시작전통제권이 미국에 있기 때문이다. 2010년에는 대한민국 국군이 전작권을 환수하면 현재 4성 장군인 주한미군 사령관이 주일미군과 같은 3성 장군으로 바뀌고 주한미군 사령관이 주일미군 사령관의 통제를 받아 독도문제 등 한일관계에서 대한민국이 어려움을 겪게 될 수 있다는 일방적인 주장이 근거 없이 유포되기도 하였다. 당시 한미 양국은 전작권 전환에 따라 한미연합사가 폐지될 경우, 그와 함께 미군의 한국전투사령부(KORCOM)를 창설하도록 합의했었다. 즉, 대한민국의 전시작전권 환수는 한미연합사의 기능이 각각 대한민국 국군과 미국의 한국전투사령부(KORCOM)로 나뉘어 이관되는 것 뿐이다.
또한, 전작권이 전환되더라도 대한민국 해군과 대한민국 공군의 전시작전통제권은 계속 미군이 갖게 된다.

## 개관
주한미군은 단지 유사시에 빨리 병력을 투입할 수 있는 구조를 가지고 있으며, 주일미군은 해군의 비중이 크지만, 주한 미군은 상대적으로 미국 육군의 비중이 훨씬 크다. 유사시 대한민국 방위를 지원하기 위해 투입되는 미군 증원전력은 육·해·공군과 해병대를 포함하여 병력 약 69만명, 함정 약 160 척, 항공기 약 2,000 대의 규모이다.
전시에 미국 육군은 미국 8군예하의 현 미국 2 보병사단 외에도 4개 사단이 추가로 증원되며, 미국 제7함대와 미국 7 공군이 지원된다. 미국 육군인 미국 8군 미국 2 보병사단은 여단전투단 5개가 사단 1개, 사단 5개가 미국 8군을 구성하는 5각 편제를 따르고 있다. 현재 한반도 내에 주둔하고 있는 주한미군 육군은 미국 2 보병사단 뿐이지만, 평택 육해공 통합기지가 완공되면 유사시에 증원되는 4개 사단이 이곳으로 전개하게 된다.
- 주한미군 사령부는 대한민국에 있는 미국 육군(미국 8군 미국 2 보병사단) · 미국 해군(미국 제7함대) · 미국 7 공군 제51전투비행단 및 미국 해병대를 이끄는 합동 군사 본부이다.
- 한미연합사 예하 주한국제연합군(UN군. 중립국 감시단)이 있다. 1978년 이전 1975년 12월 31일까지 한미연합사 대신 이 UN군 사령부가 주한미군을 지휘했다.[13] 한국휴전협정에는 외국군이 한반도에 주둔하지 못하도록 되어 있기 때문이다.

## 구조

### 지휘부
- 주한 미군/유엔사령부/한미연합군사령부 사령관: 대장 폴 러캐머라
- 주한 미군 부사령관/제7공군 사령관: 중장 스콧 L. 플레우스
- 주한 미군 제8군 사령관 겸 참모장: 중장 크리스토퍼 라네브
- 주임원사: 잭 H. 러브

### 예하 통합사령부

제8군
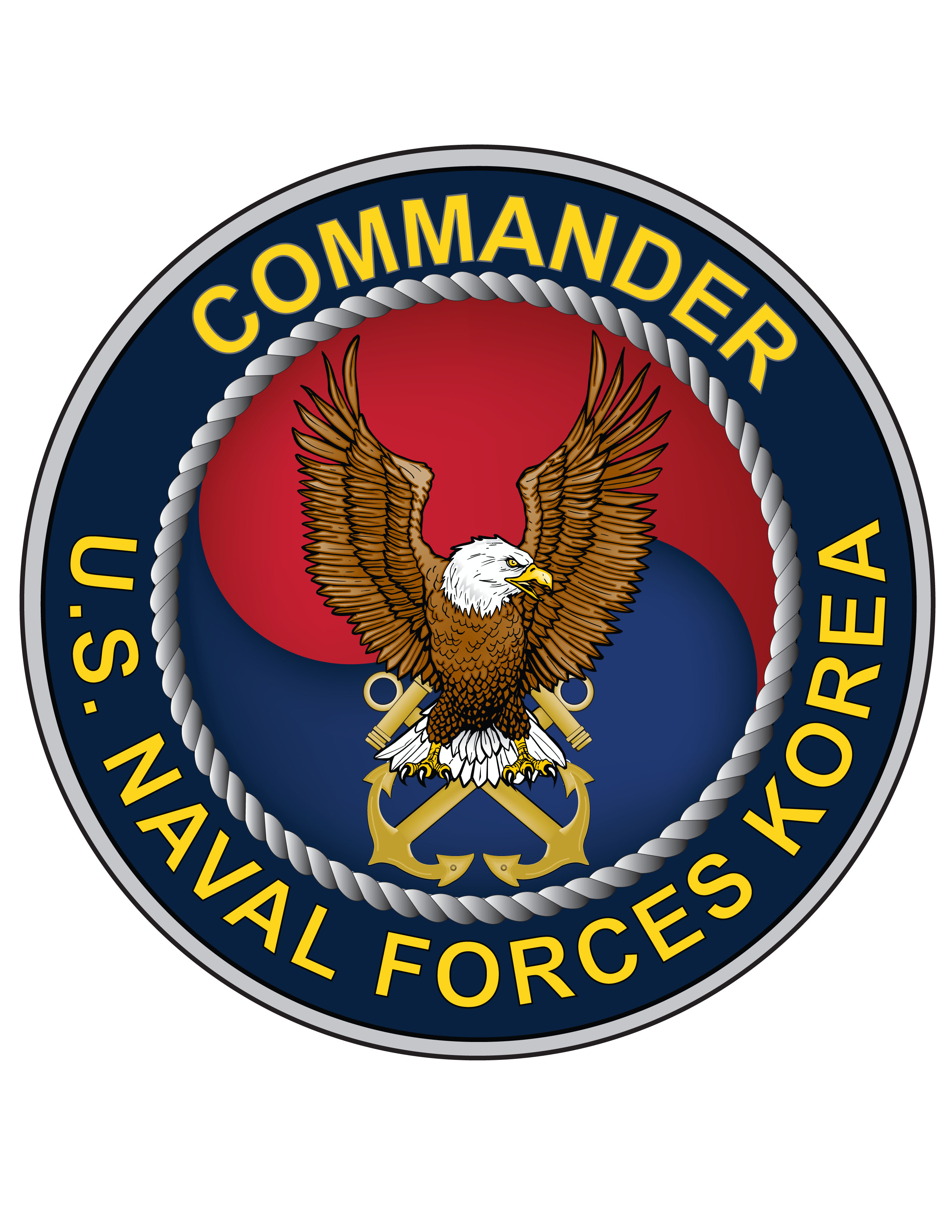
주한 미국 해군
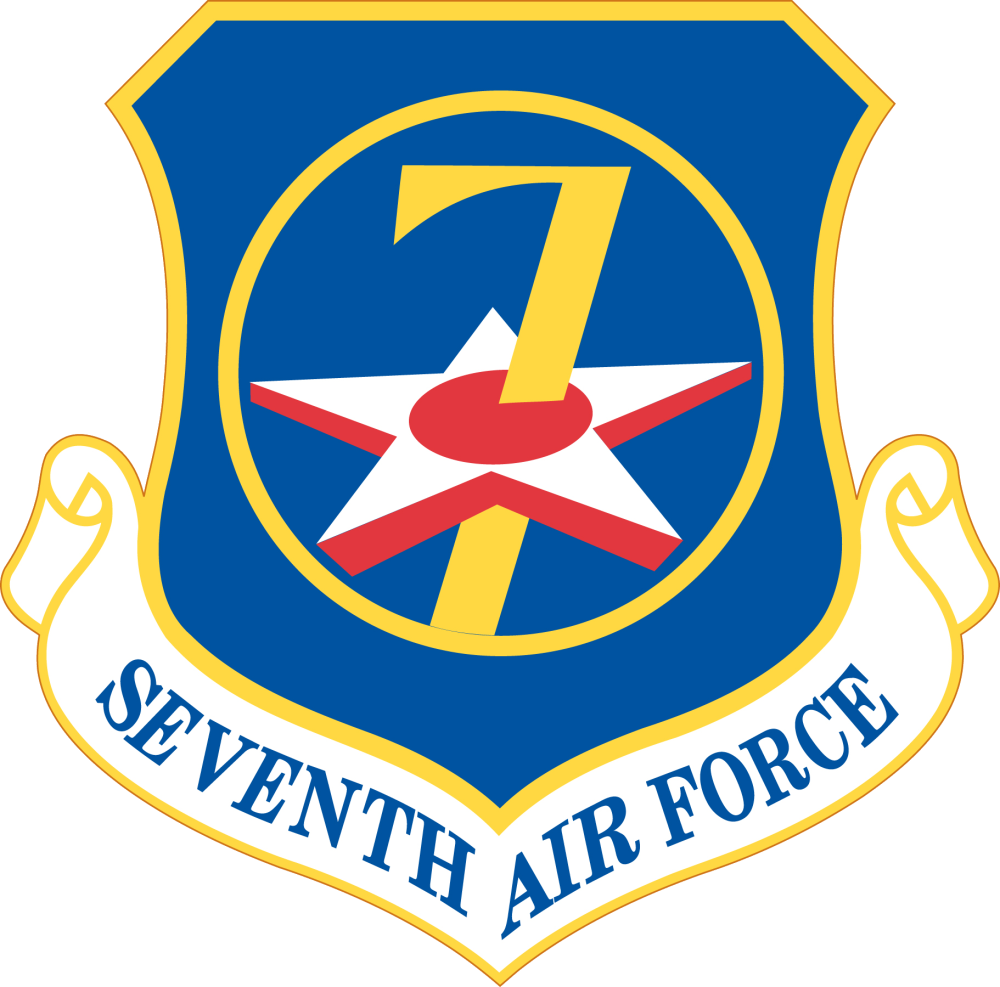
제7공군
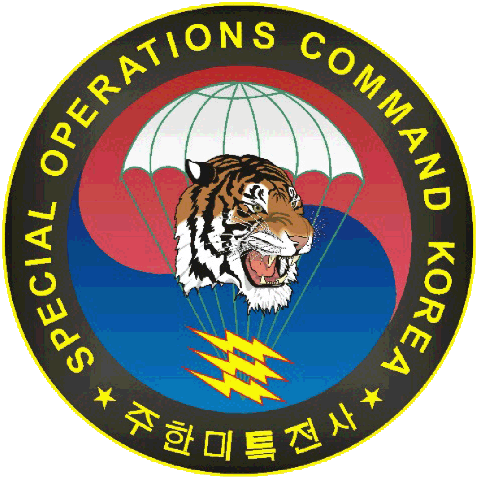
주한 미군 특수작전사령부

### 병력
- 2009년 10월: 27,114명[14]
- 2011년
  - 1월: 28,500명[15]
  - 10월: 26,000명[1]
- 2017년 기준 23,000명[2]

추가로 주한 미국 8군에 있는 대한민국 육군 소속인 카투사 2,609명과 군무원은 제외한 것이다.
- 2011년 4월 19일, 대한민국 국방부는 "언론이 보도한 미측 보고서에 나오는 병력 규모는 실제 병력이 아니라 시설 수용 규모를 기준으로 집계한 것일 뿐 실제 병력 규모와는 무관하다."라고 밝혔다.[15]
- 유사시 대한민국 방위를 지원하기 위해 투입되는 미군 증원전력은 육·해·공군과 해병대를 포함하여 병력 약 69만명, 함정 약 160척, 항공기 약 2,000대의 규모이다.

- 평택기지의 인원
  - 미군: 14,491명
  - 미군가족: 11,075명
  - 미군 군무원: 5,420명
  - 한국군 카투사: 1,600명
  - 한미연합사 한국군: 800명
  - 기타: 1,145명
  - 총 44,531명

## 주요 무기
- 항공기: 90대
- 헬기: 104대
- 전차: 180대
- 장갑차: 100여대
- 화포: 60대
- 미사일: 지대지미사일 40발, 지대공미사일 60대[17]

## 주둔지

### 주한미군의 Area별 배치
- Area I: USAG Red Cloud (캠프 레드 클라우드)
- Area II: USAG Yongsan (용산 기지)
- Area III: USAG Humphreys (캠프 험프리스)
- Area IV: USAG Daegu (캐럴 기지, 헨리 기지 등)
- Area V: Osan (오산공군기지)
- 미 공군의 전자전기(電子戰機)인 EC-130H 컴퍼스 콜이 한국에 전개했다고 미국의 항공전문 매체인 애비에이셔니스트가 1월15일보도했다. 컴퍼스 콜은 C-130 허큘리스 수송기에 각종 전자장비를 달아 전자전 전문기로 개조한 것이다. 미 공군의 설명에 따르면 미군과 동맹군의 항공ㆍ해상ㆍ특수작전을 지원하기 위해 공세적 역정보전과 전자공격(EA) 능력을 갖춘 기종이라고 돼 있다. 미 본토의 애리조나주 투손의 데이비스-몬선 기지에 주둔한 제55 전자전 전대(ECG) 소속 14대가 전부일 정도로 미 공군에서도 소중한 전력이다. 이 중 한 대가 지난 14일 일본 요코타를 거쳐 한국 오산의 미 공군기지로 이동했다. 미군은 이미 계획한 훈련 일정에 따른 조치라고 설명하고 있다. 그러나 평창 겨울올림픽과 패럴림픽 기간 중 북한의 도발에 대비한 움직이라는 분석이 지배적이다.[18]
- Area VI: Kunsan (군산공군기지)

### 유사시 국가지휘소로 쓰이는 지하벙커
- 유사시 국가지휘소로 쓰이는 지하벙커는 알려진 것만 6개다.
  - 한미 양국군은 2017년까지 들어서는 경기도 평택시의 주한미군 기지 내에 '한국전투사령부(KORCOM)'지휘소를 만들 것으로 알려졌다.
- 청와대의 B-1
  - B-1 벙커는 수도방위사령부가 관리하는 대한민국 정부의 전쟁 지휘소다. 지금까지 대한민국의 역대 대통령들이 주요 국가훈련 때 이 벙커를 찾았다.
- 마찬가지로 수도방위사령부의 또 하나의 B-1
- 서울특별시 용산구 국방부에 있는 B-2
- 충청남도 계룡시 계룡대에 있는 U-3
- 한미연합사령부 지휘통제소(CP 탱고. 암호명 탱고 Tango)
  - CP 탱고는 1970년대에 만들었다. 탱고는 군 작전상 암호명이다. 한강 이남의 경기도에 위치한다. 민간인출입통제구역의 단단한 화강암 터널 속에 몇 개 층이 있다. 외부와 단절된 채 2개월 이상 생활할 수 있다. 스키프(SCIP)라는 최첨단 정보시설이 있는데, 첩보위성과 주한미군 U-2 정찰기의 대북감시 정보 등을 실시간으로 받아본다. 미국 중앙정보부(CIA) 및 미국 국방부 정보국(DIA)과 핫라인이 설치돼 있다. 존재 자체가 비밀에 쌓였다가 2005년 3월 방한한 콘돌리자 라이스 당시 미국 국무장관이 이곳을 전격 방문하면서 외부에 이름이 알려졌다. 라이스 장관은 한 · 미 연례 연합훈련에 따라 '워 게임(War Game)'을 하고 있던 100여명의 군인들을 격려했다.
- 용산 미군기지 내에 있는 CC서울(Command Center)
  - 'CC서울'은 흔히 미8군 벙커로 부른다. 한미연합사가 운영한다. 1979년 12·12사태 당시 노재현 국방부 장관이 피신했던 곳이다. 한 · 미 지휘부들이 평상시에 이용한다. 전쟁 발발 땐 지휘부가 'CP 탱고'로 자리를 옮긴다.
- 오스카 벙커
  - 오스카는 지금까지 정확한 장소가 외부에 알려지지 않았다.
- UFG연습(을지프리덤가디언) 시 지휘와 통제는 이들 벙커의 유기적인 연결로 이뤄진다.
  - UFG는 한미연합사령부 주관으로 실시되는 방어 중심의 컴퓨터 시뮬레이션 연습이다. 올해도 예년과 비슷한 대한민국 국군 56,000여명과 미군 30,000여명과 참가한다.
- 모든 벙커는 하루 24시간 불이 꺼지지 않는다.
- 청와대 벙커는 대형 모니터 10개로 이뤄진 스크린이 있고 국가정보원과 충청남도 계룡시에 있는 대한민국 육군 · 해군 · 공군 작전사령부，경찰청·산림청·한국전력 상황실의 정보가 실시간으로 뜬다.
- 전국에서 발생하는 안보·재난 관련 비상상황을 가장 먼저 파악할 수 있다.
- 인공위성을 통해 북한의 주요 군시설 상황 파악도 거의 실시간으로 이뤄진다.
- 2010년 천안함 침몰 사건, 연평도 포격이 발생했을 때 이명박 대통령은 이곳에서 현장 상황을 점검하며 참모들과 대응책을 논의했다. 철제문 두께가 2m여서 핵공격을 받더라도 끄떡없다.

### 전투 기지
※ 2009년 2월 미 극동공병단 회의록 원문에는 '12~17+' 로 표기하였다.
- 한미 양국군은 2015년까지 들어서는 경기도 평택시의 주한미군 기지 내에 '한국전투사령부(KORCOM)'지휘소를 만들 것으로 알려졌다.
- 평택 육군 기지
  - USAG 험프리스 기지
  - 철수할 용산기지 외 나머지 잔여 시설. 실제 주한미군은 주둔하지 않을 것.
  - K-16
  - CP 탱고 (TANGO 지휘 센터): 경기도 과천. 현재 대한민국에 매각하는 것을 추진 중이다.[20][21]
  - 용인 우편 시설
- 미국 7 공군 오산공군기지 기지 외
  - 오산공군기지
  - 수원 CAB
  - 청주 CAB
- 대구 미국 8군(미국 육군), 미국 7 공군, 미국 제7함대, 미국 해병대 통합 기지
  - 캠프 워커
    - 캠프 캐롤
    - 캠프 헨리
    - 캠프 조지
    - 캠프 무적 (포항, 미국 해병대)

  - 대구 COB (미국 7 공군)
  - 김해 COB (미국 7 공군)
  - DRMO A'PO
  - 8번 부두 (Pier #8)
  - 부산 자재 창고시설 (Storage Facility)
  - 포항비행장 (미국 제7함대)

- 군산 미국 7 공군 외
  - 군산 미국 7 공군 기지
  - 군산 POL 터미널 (미국 제7함대 소속)
  - 광주광역시 COB
- 진해 미국 제7함대 기지

### 비전투 시설
- 전투시설과 마찬가지로 2009년 2월 미국 극동공병대 회의록 원문에는 '12~17+' 로 표기하였다.
- 모두 대한민국 영토이다. 또한 미군이나 미 군무원이 주둔해 있지 않는다.

Northern Presence
- 한·미 합동 훈련장(Joint Training Area. 경기도 북부 문산, 연천 소재)
  - 강원특별자치도 평창군 용평면
  - Warrior Base
  - Bull's Eye Traing Area (완전 폐쇄가 아닌, 반으로 축소)
  - Gun Training Area[22]
  - Watkins Range
- Alamo ASA (Det L)
- 감악산(Kamaksan) ASA (Det M)
- 파평(Papyungsan. 경기도 파주) ATC(항공 훈련단)
- 신북(Shinbuk) Relay
- 콩코드 (Concord)
- 화악산 이븐 리치 (경기도 가평군 북면. Hwaaksan Evenreach)

South West Hub
- 고려산 ASA (인천광역시 강화도 Koryosan)
- 대구 자재 시설 (Storage Area)
- 마산 탄약 보급 창고 (Ammunition Depot)

South East Hub
- 경상북도 예천 항공기지 (Yechon AB. 미국 7 공군)
- 리치먼드 (Richmond)
- 다트 보드 (Dart Board)
- 브루클린 (Brooklyn)
- 창산 (Chang San)
- 비슨 (Beason)
- 하이 포인트 (High Point)
- 메디슨 (Madison)

## 한미 방위비(주한미군 운영경비)분담금
- 주한미군 방위비 분담금은 2011년 기준 8,125억원 이었다.[23]
  - 2004년에는 6,601억원, 2005년과 2006년에는 6,804억 원, 2007년 7,255억 원, 2008년 7,415억 원, 2009년 7,600억 원, 2010년 7,904억 원이었다.
  - 환율은 2000년 1,200원, 2001년 1,100원, 2002년 1,300원, 2003년 1,200원, 2004년 1,200원[24][25]
  - 2005년부터 국방부 참여하에 외교통상부가 주관하고 있다. 방위비 분담금은 2004년까지 달러와 원화를 함께 지불하다가 2005년 이후 전액 원화로 지불하여 환율 변동의 영향 없이 안정적인 예산 운용이 가능하게 되었다.
  - 매년 대한민국의 분담 비율이 증가되고 있다.[26]
  - 한미 양국은 2008년 12월 2009년 이후 방위비 분담금 결정에 적용할 새로운 협정에 합의하였고, 이 협정은 2009년 3월 국회 비준 동의를 받아 발효되었다. 2009년부터 2013년까지 5년을 유효기간으로 하는 이 협정은 연도별 방위비 분담금을 전전년도 소비자 물가지수를 반영하여 인상하되 최대 4%를 넘지 않기로 하였다. 이에 따라 2009년 7,600억 원(2007년 물가 상승률 2.5% 적용), 2010년 7,904억 원(2008년 물가 상승률이 4.7%이나 상한선인 4% 적용)을 부담하게 되었다.
  - 2000년도 기준 18억 9,500만 달러로, 42%이다. 독일의 경우 57억 6,700만 달러(21%), 일본의 경우 63억 3,200만 달러(79%)이다.[27]
- 방위비 분담금 지원 항목 (2010년 기준)
  - 인건비 (46%): 주한미군이 고용한 한국인 고용원에 대한 인건비
  - 군사건설 (28%): 주한미군용 시설 건설
  - 군수지원 (15%): 주한미군 탄약저장, 항공기 정비 등 용역 및 물자지원
  - 연합방위력 증강사업(CDIP) (11%)
- Cato Institute의 Doug Bandow씨의 보고서에 따르면 미국정부가 주한미군에 쓰는 비용은 1년마다 약 150억 달러라고 한다(1998년 기준).[28] 150억 달러는 1998년 환율기준으로 약 21조원이다. 그와 비교해 대한민국 국방부의 1998년 국방예산은 약 14조 원이었다.
- 대한민국 국군의 국방비는 2010년 기준 29조 5,627억 원이다. GDP 대비 2.62%, 정부재정대비 14.7%이다.[29]
- 주변 국가 중 미국은 병력 142만여 명, 6,610억 달러, 일본은 병력 22만 9,000여 명, 510억 달러, 중국은 병력 228만 5,000여 명, 1,000억 달러(추정), 러시아는 병력 103만여 명, 533억 달러(추정)를 지출하고 있다.[30]
- 2019년 한국이 부담해야 할 주한미군 주둔비가 작년보다 8.2% 인상된 1조 380억 원대로 정해졌다.[31]

## 한미 주둔군 지위협정(SOFA)
- 한미 주둔군 지위협정(SOFA 협정)은 1968년 체결되어 1991년과 2001년 2차례 개정되었다.
  - 협정 22조 5항에는 주한미군이 국내에서 살인, 강간 등 12대 중대 범죄를 저질러도 현장 체포가 아니면 구속수사를 못하도록 규정되어있다. 동두천시에서 여학생을 성폭행한 미군도 범행 후 소속 부대로 돌아갔기 때문에 기소 시점까지 불구속 상태로 놔둘 수밖에 없다는 얘기다.[1]

## 미군 범죄

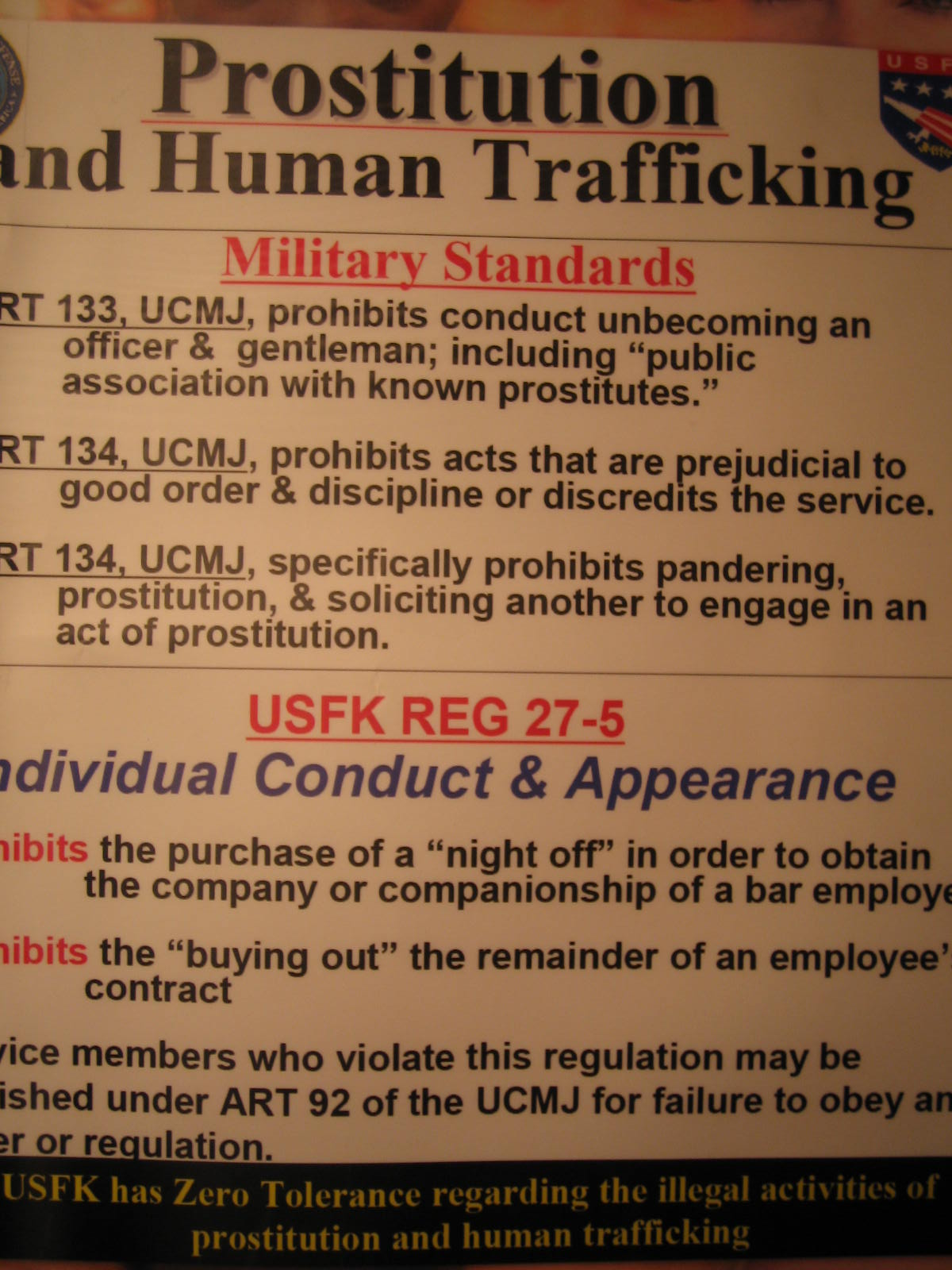
인신매매와 매춘을 금지하는 주한미군에 의한 경고

- 1971년 7월 9일에 흑인병사들이 폭동하고 안정리 사건을 일으킨다.[32][33] 흑인병사들이 클럽을 습격했지만 한국 경찰과 미군 헌병이 진압했다.[32][33]
- 미군 범죄는 2008년 234건 283명에서 2010년 316건 380명으로 크게 늘어났다.[1]
- 미군 범죄 급증에는 2001년 9·11 테러 이후 유지해온 통행금지를 2008년부터 완화하고 2010년 7월부터 전면해제한 것이 큰 원인으로 꼽힌다.
- 1992년의 윤금이 피살 사건 이후는 미군 위안부에 대한 대처를 바꾸었다.[34][35] 2014년 6월 25일에 미군 위안부 122명은 배상을 요구하는 소장을 서울중앙지방법원에 제출했다.[36][37][38][39]

### 미군범죄 형사재판권
- 한반도의 평시상태에서 미합중국 군 당국은 미합중국 군대의 군속에 대하여 형사재판권을 가지지 않으므로, 미합중국 군대의 군속이 범한 범죄에 대하여 대한민국의 형사재판권과 미합중국 군 당국의 형사재판권이 경합하는 문제는 발생할 여지가 없고, 대한민국은 대한민국과 아메리카합중국 간의 상호방위조약 제4조에 의한 시설과 구역 및 대한민국에서의 합중국 군대의 지위에 관한 협정(1967. 2. 9. 조약 제232호로 발효되고, 2001. 3. 29. 조약 제553호로 최종 개정된 것) 제22조 제1항 (나)에 따라 미합중국 군대의 군속이 대한민국 영역 안에서 저지른 범죄로서 대한민국 법령에 의하여 처벌할 수 있는 범죄에 대한 형사재판권을 바로 행사할 수 있다[40].

## 한국국적자 병역 문제
2006년 대한민국 국적자인 미국 시민권자(이중국적자)와 영주권자가 대한민국의 징집을 기피하고 미군에 입대해 논란이 있었다. 당시 주독일 미군으로 배치된 이중국적자는 휴가 차 한국을 방문하면서 병역법 위반이 들통나 출국금지 조치되었으며, 미국 영주권자인 다른 한 명은 병무청 '블랙리스트'에 올랐으나 미군으로 입대한 후 주한 미군으로 배치되었다.
이들에 대해 국방부와 병무청은 '미군 복무는 개인적 취업활동으로 의무로서의 병역과는 다르다'면서 '법과 원칙대로 반드시 병역의무를 이행토록 하겠다'는 입장을 밝혔으나, 실제로는 주한 미군 지위 협정(SOFA) 등을 핑계대다가 결국 수 개월 만에 이들의 한국국적 포기신청을 법무부가 받아들여 대한민국 병적에서 제적시키는 형식으로 병역 이행 없이 마무리됐다.
이와 관련해 주한미군 지휘부는 자국 당국에 대한민국 국적을 가지고 입대한 미군을 주한미군으로 배치하지 말 것을 요청하였다.

## 역사
- 미군은 일본이 제2차 세계대전에서 항복함에 따라, 미군은 한반도의 중앙을 가로지르는 위도 38도선 이남에 주둔하고 있던 일본군의 항복을 받아내기 위해 1945년 9월 8일 남한 땅에 발을 내디뎠다.
- 1945년 9월 8일, 처음으로 존 하지 중장이 이끄는 미국 제 24군단 소속 미군 제 7 보병사단이 인천에 도착하였다. 이들을 환영하기 위해 인천보안대원과 조선노동조합원 등이 연합국기를 들고 행진하던 중 일본인 경관들이 아무 이유없이 발포하여 노조위원장 권평근과 보안대원 이석우가 배와 가슴에 총탄을 맞아 현장에서 숨지고 14명의 중경상자를 낸 불상사가 일어났다.[45] 그 외에, 9월 29일에는 미국 제 40사단이 부산에, 10월 8일에는 미국 제 16사단이 목포에 도착하였다. 11월말 당시 38선 이남에 주둔한 미국 제24군단 병력수는 약 70,000명이었다.
  - 이미 1945년 5월 이후 태평양 전쟁에 뒤늦게 뛰어든 소비에트 연방은 이미 미국에 앞서 38선 이북 지역의 일본군을 무장해제시키기 위해 한반도에 병력을 파견한 상태였다.

- 연합국은 1943년 카이로회담에서 조선의 독립을 결정하였으나, 시간이 흐르면서 38도선의 경계는 봉쇄되고 남북간의 교류가 중단되었다.

- 남한 지역에는 국제 연합(UN)의 감시하에 치러진 총선을 통하여 1948년 8월 15일 대한민국 정부가 수립되었다.
  - 반면 북한 지역에서는 같은 해 9월 9일, 조선민주주의인민공화국 정부가 수립되었다.
- 1948년 소련 정부는 자국 병력을 북한에서 철수시켰고, 미군도 역시 이듬해 1949년 남한의 신생 방위군 훈련을 위한 KMAG라는 자문단 예하 500명만 남겨둔 채 전 병력을 철수시켰다.
- 1950년 6월 25일 북한은 남한 지역을 적화 통일하기 위해 전면 남침을 감행하였다.
  - 당시 미군은 유엔이 지정한 남한 지역 방위 책임을 맡고 있긴 했다.
  - 그러나 그 전까지 어느 미국인도 한반도 지역에 관심을 두지 않고 있어서 미군의 방위선에 남한을 제외시키는 애치슨 선언이 발표되기도 했다.
- 3년 간의 한국 전쟁에서 500만명이 넘는 유엔 참전국 군인과 군무원들이 한국 전쟁에 참전하였으며, 1953년 7월 27일 남한이 배제되고, 북한을 포함한 중공과 미국이 휴전협정[46] 이 이루어질 때까지 33,000명의 미군 전사자를 포함하여 총 14만명에 달하는 유엔 참전국 군인 사상자가 발생하였다[47]
  - 전투의 중단과 함께 휴전협정은 오늘날까지도 유지되고 있다. 이는 현대 전쟁사상 최장기에 걸친 휴전으로 기록되고 있다.
- UN 안전보장이사회의 1950년 결의안에 따라 미국은 유엔 사령부 지휘 등 합법적 임무를 부여 받았으며, 1954년 한미상호방위조약을 통해 양국은 외국의 침략 시 상호 협력할 것을 약정하였다.
- 또한, 미국은 1978년 한-미 양국 정부에 의해 설립된 통합 군사 본부인 한미연합군사령부(한미연합사)의 파트너로서 대한민국 방위 계획과 유사시 양국 군대를 통제할 책임을 지고 있다.

### 1948년~1949년1차 철수
- 미군은 1948년 8월 15일 대한민국 정부가 수립되자마자 9월 15일부터 철수하기 시작했다.
  - 1948년 11월 여수·순천 사건이 발발하자 잠시 철군이 중단되었다가, 다시 철수하여 이듬해 6월 29일 500여명의 군사 고문단만 남겨두었다.[48]
- 대한민국 정부는 주한미군 철수가 전쟁을 의미한다고 보아 총력 저지하였다. 국제 연합(UN) 한국임시위원단은 대한민국 정부 요청에 따라 보고서를 작성하여 1948년 10월 30일 유엔 총회에 제출했으나, 철군 저지에 실패했다.[49]
- 또한 대한민국 정부는 미국에 한미상호방위조약 외, 군사원조, 경제원조를 요청했으나 모두 거부되었다. 이승만 대통령은 1949년 6월 진해 해군기지를 극동 미해군 기지로 제의했으며,[50] 반공 태평양 동맹체 구성도 제의했지만, 모두 거부되었다.
- 1950년 1월 12일 애치슨 미국 국무부 장관의 기자회견에서 대한민국이 미국 태평양 방위선에서 제외되었다.
- 1950년 1월 26일 당시 댈러스 미 국무부 고문이 방한했을 때, 대한민국을 포함시켜 달라고 요청했으나 역시 거부되었다.
  - 그리고 5개월이 지난 1950년 6월 25일, 조선민주주의인민공화국이 한국 전쟁을 일으켰다.

### 1953년~1971년2차 철수
- 6.25전쟁 휴전이후 1954년에는 5개 사단, 1956년에는 1개 사단이 철수해 약 70,000명 정도가 일정기간 유지되었으며 이후 1966년 7월, 한국 전쟁 당시 체결된 '주한미국군대의 형사재판권에 관한 대한민국과 미합중국 정부간의 협정'(이른바 '대전 협정')을 개정, 보완한 '주한미군지위협정'을 체결하였다. 마지막으로 개정된 때는 2002년 12월 28일 이었다.
- 닉슨 대통령 당시 주한미군 2차 철수가 있었다.
  - 닉슨이 대통령이 되기 2년 전인 1967년 10월, 외교·안보 격월 잡지인 'Foreign Affairs'에 기고한 "베트남 후의 아시아"라는 논문에서, 그는 3가지 주장을 했다. (닉슨 독트린과 괌 독트린)
- 닉슨 독트린과 괌 독트린의 주요 내용

1. 미국은 더 이상 '세계경찰'이 아니다.
2. 베트남에서 철군해야 한다.
3. 미군의 아시아 개입은 축소하고, 아시아 국가들 스스로 방위하여야 한다.

- 한국 전쟁 이후 4개 사단이 있었으나, 베트남 전쟁으로 1960년대부터 1971년에 걸쳐 2개 사단은 철수하였다.
- 그리하여 1971년 이전까지 미국 7보병사단과 미국 2 보병사단의 2개 사단만 남아 있었다.
- 1971년 2월 6일, 최규하 외무장관과 포터 주한 미국 대사의 공동성명을 발표한 후 3월 미국7보병사단 20,000여 명을 철수했다.
- 이는 1973년 박정희 대통령이 유신 헌법을 강행한 이유가 컸다. 미국 정부는 대한민국의 민주화를 촉구하며 주한미군을 철수할 것을 보였고, 대한민국 국군의 월남 파병은 주한미군이 베트남 전쟁으로 배치되는 것을 막기 위한 것도 중요한 이유였다.

최규하 외무장관과 포터 주한 미국 대사의 공동성명 내용>
1. 미국7보병사단을 철수하고 미국 2 보병사단은 후방으로 배치하며 전방은 대한민국 국군이 담당한다.
2. 대한민국 국군의 현대화를 지원한다.[51]
3. 연례안보협의회를 개최한다.[52]

- 1974년 9월 주한 국제연합군(UN군 사령부. 중립국 감시단 운영), 주한미군사령부, 미군 제8군 사령부가 통합되었다. 1976년 1월 1일에 UN군 사령부는 해체되었고, 1978년 한미연합사령부가 창설되었다.

### 1971년~1979년3차 철수,한미연합사창설
- 박정희 대통령은 전시작전권 환수를 처음으로 추진하였다.
  - 1968년 김신조 간첩일당 청와대 피습사건때는 미국 국민의 피해가 없어 별다른 조치를 취하지 않은 것과 달리, 1976년 판문점 도끼 살인 사건때 미군 보니파스 대위 등이 순직한 것에 대해 미국이 준 전시태세(데프콘 2)를 선포했기 때문이다.
- 이와 더불어 1978년 이후 부마 사태 등으로 대한민국의 민주화를 둘러싼 대한민국과 미국의 갈등은 심해졌고, 그 때마다 미국은 대한민국 정부에게 주한미군 철수를 내세웠다.
- 지미 카터 대통령은 주한미군 철수를 대선공약으로 대통령이 되었다. 그는 1977년 1월 20일부터 1981년 1월 20일까지 재임했다.
- 이에 따라 1977년 9월 1,000명, 1978년 11월에는 500명을 철수시켰다.
- 또한 1978년 한미연합사령부(한미연합사)가 창설되었다.
- 그러나 제3땅굴 발견으로 미국 국방부는 한반도 내의 군사적 긴장감을 고려하여 주한미군 철수를 무기한 연기하는 문제를 검토중이라고 발표했다.
  - 1979년 6월 카터 대통령이 서울을 방문할 때 주한미군의 철군 계획이 완전히 백지화되었다. 3개월 뒤인 1979년 10월 중앙정보부장 김재규는 박정희 대통령을 시해하였다.
  - 10·26 사건 1심 최종 변론에서(당시 군법회의. 현재에도 군사재판은 단심이다.), 김재규는 당시 1948년 정부 수립 이래 최악이었던 한미관계를 완전히 복원시키며, 대한민국의 민주화를 위해 시해했다고 말했다.('부마민주항쟁' 참조)

#### 1979년카터행정부의 주한미군 철군 이유
1. 미국 제7함대·미국 7 공군과 군수지원만 있으면 대한민국 국군은 단독방어가 가능하다.
2. 주변 4대 강대국 (중공, 일본, 소련, 미국)들이 한반도에서 전쟁이 재발하는 것을 싫어하며, 미국7보병사단이 일부 철수해도 충분히 북한을 억제할 수 있다.
3. 대한민국 경제가 북한을 앞질렀다.
4. 철군하면서 대한민국 국군을 현대화시키면 된다.
5. 미국 7 공군은 가장 강력한 억지력이다.

### 1979년~1994년추가 감축, 전술핵무기 철수, 평시작전권 반환
- 주한미군은 냉전 시대 동북아시아 지역의 세력균형을 유지하는데 기여했으며, 대한민국의 정권 격변기 때마다 민주화를 지지하는 태도를 취했으나, 내정간섭이라는 항의에 밀려 결정적인 역할을 하지 못했다.
  - 1979년 12.12사태 당시 주한미군 사령관 위컴 장군은 당시 전두환 소장의 신군부에 강력한 항의를 했으나 항의에 그쳤다.
  - 1980년 5월 광주민주화운동 당시 대한민국 국군 20사단 등 신군부측의 병력이동과 관련, 주한미군의 작전 지휘하에 있는 부대의 이동이라는 측면에서 주한미군이 간접적으로 신군부를 지원했다는 비난을 받기도 했다.
  - 미국정부는 1980년 5·18 광주 민주화 운동에 동원한 특전사 부대나 20사단 부대는 광주에 투입될 당시나 광주에서 작전을 수행하던 중에는 한미연합사 작전통제권하에 있지 않았으며, 그 기간 동안 광주에 투입되었던 대한민국 국군의 어느 부대도 미국의 통제하에 있지 않았다고 해명했다.[53]
- 1987년 노태우 대통령 후보자도 전시작전권 전환을 대선 공약으로 제시했다.
- 1989년, 소련과 동구권 붕괴가 현실로 다가올 때, 이미 미국은 지금부터 주한미군 방위비를 대한민국이 부담하지 않으면, 미군을 7,000명가량 감축할 것이라고 하였다. 이때부터 대한민국은 방위비를 50%가량 부담하기 시작했다.
- 1990년대에 들어 소련의 해체, 독일의 재통일, 동유럽의 민주화 등으로 냉전 시대의 논리는 더 이상 유효하지 않게 되었다. 또한 1970년대 이래 중미 관계의 꾸준한 개선과 한소 수교, 한중 수교로 한반도 주변 강대국 간의 군사적 적대관계도 완화되었다.
  - 이런 상황에서 한반도의 군사적 충돌은 남북한 간의 지역분쟁일 뿐, 세계적인 전략에 영향을 주는 분쟁이 아니기 때문에 주한미군이 대한민국에 주둔할 필요가 없으므로 철수가 바람직하다는 철수론이 제기되었다.
  - 반면 북한이 공산권 맹방의 도움 없이도 대한민국에 대해 기습공격을 감행할 수 있는 능력을 이미 갖추고 있다는 '북한 위협론'을 들어 주한미군의 주둔이 필요하다는 주장도 제기되었다.
- 이런 논란 속에 미국은 1990년 당시 43,000명의 주한미군을 3단계에 걸쳐 20,000명 수준까지 줄이기로 하고, 1단계 철수를 실행해 37,000명으로 병력을 감축했다.
  - 그러나 1994년 북한 핵 문제의 대두로 한반도에 전쟁위기가 고조되자 이 계획은 중단되었다. 당시 대한민국에 전시작전통제권이 없었기 때문에 김영삼 정부는 미국 7 공군이 평안남도 영변 원자력 연구소를 폭격할 것을 거의 직전에 알았다.
- 1991년, 주한미군은 그전까지 있던 모든 전술핵무기를 철수시켰다.
- 1992년 7월 한미연례안보회의(SCM)에서는 한미연합사 예하에 있는 야전사령부를 해체하고, 그해 12월 1일 해병사령부를 창설하였다.
- 1993년 군사 정권 이후 처음으로 김영삼 정부 당시 한국국방연구원에 비공개로 연구하였는데, 대한민국 국군을 충분히 현대화시킨다면 남북 분단이 지속되어도, 군 복무기간을 최소 1년 3개월으로 단축할 수 있다는 결과가 나왔다.
  - 즉, 그때 이미 주한미군의 방향을 비공식적으로 합의하였다는 것이다.[54]
- 1994년 12월 1일, 대한민국은 평시작전권을 미국으로부터 환수받았다.

## 2009년~2017년까지 예정된 감축 및 재배치
- 앞으로 주한미군은 당시 규모 28,500명을 유지하기로 하였으나, 2011년 10월 11일 당시 정확한 인원은 총 26,000명이다.[1]

### 2015년12월대한민국의 전시작전권 전환관련 사항
- 2009년에 이미 아파치 대전차 헬리콥터 2개 대대를 철수하고 1개 대대만 잔류해 있다. 즉 1개 대대는 대한민국에서 철수 후 이라크에 재배치 아파치 헬리콥터는 서해5도와 강화도 인천 등에 북한 호버크래프트와 상륙정을 이용한 기습공격 시 이를 제압할 임무를 가지고 있다. 지금은 이 지역에 대한 방어임무가 주한미군 아파치 대대에서 대한민국 국군으로 이관 되었다. 현재는 대한민국 공군 KA-1 전술 통제기가 맞고 있다.
- 2015년 12월 전시작전권이 대한민국의 전시작전권 전환과 동시에 한미연합사령부대신 미군 고유의 한국전투사령부(KORCOM)가 탄생하며, 미국 2 보병사단은 서울 남쪽 경기도 평택 험프리스 기지로 축소되어 재배치된다.
- 2015년 12월 대한민국의 전시작전권 전환이나 차후 맺게 될 평화 협정에 따라 UN군 사령부 (중립국 감시단) 자체를 철수하는 것을 검토하고 있다. 이 또한 한미연합사 소속이다.
  - 이에 따라 앞으로 JSA를 포함한 모든 비무장지대와 한강 이북에는 대한민국 국군만 있게 된다.
- 2004년 이후 공동경비구역의 경비 임무는 대한민국 국군이 단독적으로 수행하며, 지휘통제권은 계속 UN군사령부(한미연합사 소속)가 가지고 있으므로, 주한미군 일부 요원들과 중립국 감시단이 주둔해 왔다.
  - 현재 남한에는 스위스, 스웨덴 대표 주재. 반면 북한은 과거 1993년 체코슬로바키아, 1994년 폴란드가 철수하였다. 체코슬로바키아는 국가가 체코와 슬로바키아로 나뉜 이래 더 이상 중립국 감시단의 임무를 이어받지 않았으나 폴란드는 자국 영토에서 여전히 중립국 감시단의 임무를 수행하고 있다.
- 한편 주한미군은 정전협정이 체결된 1953년 이후 판문점 일대의 경비임무를 맡아오다 1991년 이를 대한민국 국군에 인계하고 대성동 주변 지역과 오울렛 초소(Ouellette, 일명 241초소)만을 관할하다 2004년 11월 1일 이들의 경비 임무를 대한민국 국군에 반환하였다.
  - 그 후 40여 명의 병력을 캠프 보니파스[55]에 남겨두고, 앞으로 3∼4년간 군사정전위 연락업무 등을 담당하도록 했던 이래 정년에 대한민국의 전시작전권 환수됨과 함께 이들 역시 대한민국 국군에 모두 인계하게 된다.
- 대한민국의 미 대사관을 포함한 전국 모든 미군 시설은 의무경찰 상설 경비 중대 대원들이 경비하고 있다.

### 구체적 규모, 통일 이후 주둔 사항
아래 명기한 모든 사항은 2010년 부로 공개되었습니다
- 2009년 2월 미 극동공병단 회의록 원문에는 '12~17+' 로 표기하였다.
- 별도로, 2003년부터 경기도 북부 문산과 연천에 한·미 합동 훈련장을 운영하고 있다. 이곳은 물론 대한민국 영토이다.
  - 주요 미군 기지(용산기지, 평택 험프리스 기지, 오산공군기지, 대구, 진해)는 미국 영토로 간주한다.
  - 기타 전투 기지인 물류·통신 시설 부지는 미군이나 미 군무원이 주둔해 있지 않는다.
- 이 자료에는 주한미군의 규모를 2003년~2009년에는 '28,000명(+/-)' 로 기술하였으나, 2010년~2017년에는 따로 분명히 명시되지는 않았다.
  - 2011년 10월 11일 당시 정확한 인원은 총 26,000명이다.[1]
  - 단, 2011년~2016년에는 5,700명(35%), 2012년~2020년에 14,250명(85%)이 3년간 가족을 동반할 수 있다고 기술하였다.
- 그러므로, 2015년 12월 대한민국의 전시작전권 전환 이후, 늦어도 2020년 이전 주한미군의 수는 대략 16,285 ~ 16,764명이다. 그러나 월터 L. 샤프 주한미군 사령관은 2009년 기준, 2012년 4월 17일에 대한민국의 전시작전권 전환에도 현 28,500명 정원을 유지할 것이라고 하였었다. 그 이후로는 1,000여 명 혹은 수십여 명만 남기는 방안도 있다.[28]
  - 한편 2011년 10월 11일 당시 정확한 인원은 총 26,000명이다.[1]
- 어떻게 보면 이 자료가 가족 동반을 비롯한 시설, 제도 추진을 2020년까지 상정하였으므로, 장차 도래할 남북 통일을 배제하고 만들었다고 보기는 어렵다.
  - 그러므로 통일 후에도 주한미군이 주둔할 가능성은 높다고 할 수 있겠다.
  - 이와 관련하여 과거 '한미동맹의 미래에 대한 공동협의' 보고서에 이미 명시되어 있긴 하다. 1999년 제31차 한미연례안보회의(SCM)에서 조성태 대한민국 국방부 장관과 윌리엄 코언 미국 국방부 장관의 지시에 따라 2년 간의 협의 끝에 작성되어 2002년 제34차 SCM에 보고된 문서다.[57]
  - 그러나 이후 2004년, 번복하고 미국 의회(의회 예산국)(CBO)에서 주한미군 축소 방안이 나왔다.
- 1989년 독일의 통일 관련 4자회담 (미국, 영국, 프랑스, 소련)에서 소련은 나토군이 구 동독지역에 주둔하지 않는 것을 조건으로 통일에 찬성하였기 때문에, 현재까지 구 동독지역은 독일 연방군만이 주둔하고 있다.
  - 미국은 서독 지방에 계속 미군을 주둔시킬 수 있었다.
- 이로 볼 때, 한국의 통일 시, 중국과 러시아는 적어도 주한미군을 휴전선 이북에 주둔하지 않는 것을 조건으로 하거나, 나아가 주한미군을 완전히 철수시킬 확률이 매우 높다 하겠다.
  - 해외 미군이 제일 많이 주둔하고 있는 독일(63,000여 명), 일본(33,400여 명)과 이탈리아 (12,000여 명)의 공통점은 제2차 세계 대전을 일으킨 전범 국가(추축국)이라는 것도 통일 후 미군이 1개 여단전투단 이상 주둔시키기 어려운 이유이다.
  - 주한미군의 대규모 감축 대신 한반도의 비핵화와 미사일 개발 제한 등 비대칭 전력의 억제, 그리고 MD(미사일 방어)로 동북아의 평화 유지와 미국의 이익을 도모할 공산이 크다.
  - 감축방안은 아래의 예에 기술한 대로, 2020년 이전까지 15,000명으로 감축 & 2개 여단전투단 상시 순환 배치 후, 나아가 1,000여 명만 주둔, 1개 여단전투단 상시 순환 배치.
  - 그 이후 '소수 장비관리 요원만 남기고 병력 전부를 본토로 철수시키고 여단전투단 순환배치도 아예 하지 않는 방안'까지도 될 수 있다.[58]

## 미국 내의 주한미군 감축, 철수론

### 2004년미 의회예산국의 주한미군 감축 방안
- 물론 앞으로도 주한미군은 당시 규모 28,500명을 계속 유지하기로 하였었다. 또한 2002년에는 한국이 통일된 후에도 주한미군을 주둔시킬 것이라고도 합의하였다.
  - 2011년 10월 11일 당시 정확한 인원은 총 26,000명이다.[1]
- 2004년 당시, 미 의회 예산국(CBO)은 주한미군 감축의 3가지 방안을 구체적으로 검토해 상원에 보고하였다.[59][60]
  - 이 보고서는 주독미군과 주한미군에 초점이 맞춰져 있다. 당시 도널드 럼즈펠드 미국 국방부 장관은 같은 해 2004년 2월 "해외주둔 미군 재배치에 따른 가장 큰 변화는 독일과 대한민국 등에서 일어날 것"이라고 밝혔다.
- 그러나 이 보고서는 '럼즈펠드 구상'에 따라 한국, 일본, 하와이 기지들이 통,폐합되는 가운데 태평양 지역의 안보의 주축으로 부상할 것이 확실시되는 주일 미군의 재배치 문제는 전혀 언급하지 않았다.[58]

### 2010년해외주둔 미군 감축, 철수론
- 재정적자 감축을 주장해 온 미국 공화당의 중간선거 압승이 주한미군 예산 삭감으로 이어질 조짐을 보이고 있다. 특히 이번 중간선거에서 공화당 승리의 1등 공신인 보수주의 유권자 운동단체 '티 파티'에서 주한미군 예산 삭감 주장이 벌써부터 제기되고 있다.
  - '티 파티'의 대표주자격으로 이번 상원의원 선거에서 당선된 랜드 폴(켄터키주) 당선자는 7일(현지시간) 미국 ABC방송에 출연, 한국.일본.유럽에 더 많은 방위비를 분담시키든지 아니면 미군을 철수해야 한다는 주장을 펼쳤다.
- 그는 국방비 삭감 문제와 관련, "(유럽 주둔) 미군 일부를 집으로 불러들이든지 아니면 유럽으로 하여금 그들의 방위에 더 많은 돈을 내도록 해야 한다"면서 "일본과 한국도 자신들의 방위에 더 많이 돈을 내야 하고, 아니면 그곳에 주둔한) 군대를 고국으로 불러들여 (예산을) 절약해야 한다"고 말했다.
- 아직 어떤 분야에서 어떤 식으로 예산 삭감을 추진 할지에 대한 티 파티의 명확한 입장은 나오지 않고 있지만 폴 당선자의 이번 언급은 주한미군 방위비 분담금이나 기지이전 문제 등에서 한국의 부담이 커질 가능성이 있음을 시사하는 것이다.
  - 미국 공화당은 그동안 선거 과정에서 버락 오바마 행정부의 재정적자 증가를 강하게 비난하며 불필요한 예산 삭감 등을 통한 재정 건전화를 주장해 왔다.
- 이번 선거가 있기 전에도 미 의회 내에서는 해외주둔 미군의 경비감축을 촉구하는 목소리가 표출돼 왔다.
  - 바니 프랭크(미국 민주당. 매사추세츠주) 하원 금융위원장을 비롯한 미국 상원.하원의원 57명은 지난달 `국가재정책임개혁위원회(NCFRR) 앞으로 보낸 서한에서 재정적자를 줄이기 위한 가장 현실적인 방법은 7,120억 달러에 이르는 국방예산의 삭감이라면서 유럽과 아시아의 미군 주둔비용 문제를 재점검하라고 요구했다.
  - 서한 발송을 주도한 프랭크 위원장은 지난 7월 주한미군을 포함한 해외주둔 미군 철수론을 제기하기도 했다.
- 리처드 부시 브루킹스연구소 동북아정책연구실장은 연합뉴스와의 인터뷰에서 "미국 공화당 주도의 의회가 한미동맹에 어떤 변화를 일으킬 것으로 생각할 수는 없다"면서도 "현재의 예산 환경 하에서 의회가 주한미군 기지 이전 등에 대한 모든 예산을 제공할지는 지켜봐야 할 것"이라고 말했다.
- 제임스 매티스 미국 국방장관은 2018년04월27일(현지시간) 남북 평화협정 체결 시 주한미군 문제도 향후 협상 의제로 포함될 가능성이 있다고 밝혔다고 AP통신이 보도했다. 매티스 장관은 이날 국방부에서 마리우시 브와슈차크 폴란드 국방장관과 회동 직전 기자들과 만난 자리에서 ‘평화협정이 체결되면 미군이 한반도에 계속 주둔할 필요가 있는가’라는 질문에 “아마도 그것은 먼저 동맹과의 협상에서, 물론 북한과의 협상에서도 우리가 논의할 이슈의 일부”라고 답했다.[62]

## 그 외
주한 미군 기지 내에 마련된 상점에서의 결제 수단은 원칙적으로 미국 달러로만 가능하며, 신용카드의 경우 한국에서 발급도된 카드라면 해외결제 기능이있는 카드만 가능하다. 또한 미군 기지 내에 마련된 스타벅스 매장도 예외 없이 미국 달러로만 결제 가능하다. 이용 가능한 미국 달러의 주요 통화 수단으로는 미국의 센트 주화에서 50달러 지폐까지만 사용 가능하다. 단, 100달러 지폐는 미군 기지 내에서는 사용이 제한된다. 이유는 미군 기지가 미국의 영토로 되어 있기 때문이다. 환율 시세를 볼 때 미국 1달러 동전을 기준으로, 500원 동전 2개 또는 1,000원 지폐 1장과 100원 동전 1개의 가치를 가지고 있기 때문에 한국돈 10,000원 지폐에 상당한 가치는 9달러이므로, 미국 5달러 지폐 1장과 미국 2달러 지폐 2장 등과 동일한 가치에 상당하다.

## 같이 보기
- 한반도 평화협정(PTKP)
- 지위협정(SOFA)
  - 주한 미군 지위 협정(USFK SOFA)
- 미군 장갑차에 의한 여중생 압사 사건
- 한미연합사령부(ROK-US CFC)
- 캠프 험프리스
- 카투사(KATUSA)
- 주일 미군(USFJ)
- 주대만 미군(USFT)
  - 미군 협방 타이완 사령부(USTDC)
- 미국 유럽 사령부
- 대한민국 국군
- 대한민국의 전시작전권 전환
- 전시 작전통제권
- 조선인민군
- 러시아 제102 군사기지